# Castro de Monte Mozinho
Das Castro de Monte Mozinho, auch bekannt unter dem Namen Cidade Morta de Penafiel, ist eine der größeren eisenzeitlich-römischen Höhensiedlungen in der Tradition der Castrokultur im Nordwesten Portugals.

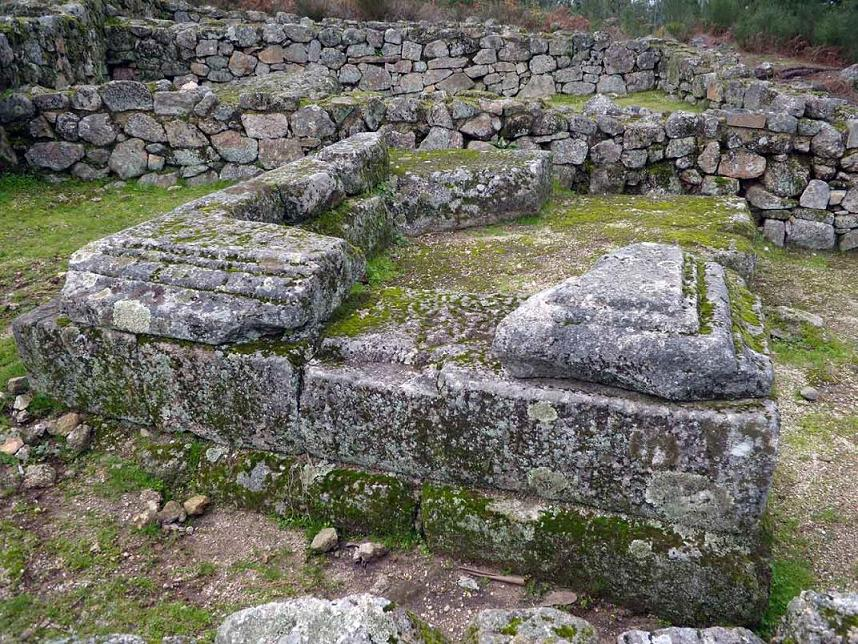
Grundmauern der römischen Bergfestung, 2009

## Lage
Die Siedlung liegt auf der knapp 400 m hohen Kuppe des namengebenden Monte Mozinho auf dem Gebiet der Gemeinden (Freguesias) Oldrões und Galegos im Kreis (Concelho) Penafiel, Distrikt Porto gut 7 km nördlich des Zusammenflusses von Douro und Tâmega.
Wie der überwiegende Teil der Siedlungen der Castrokultur liegt auch das Castro de Monte Mozinho auf einer Bergkuppe, doch im Gegensatz zu vielen anderen Siedlungen wie zum Beispiel Briteiros oder Sanfins sind die Hänge des Berges vergleichsweise flach und unterstützen kaum die vorhandenen Verteidigungsanlagen.

## Geschichte

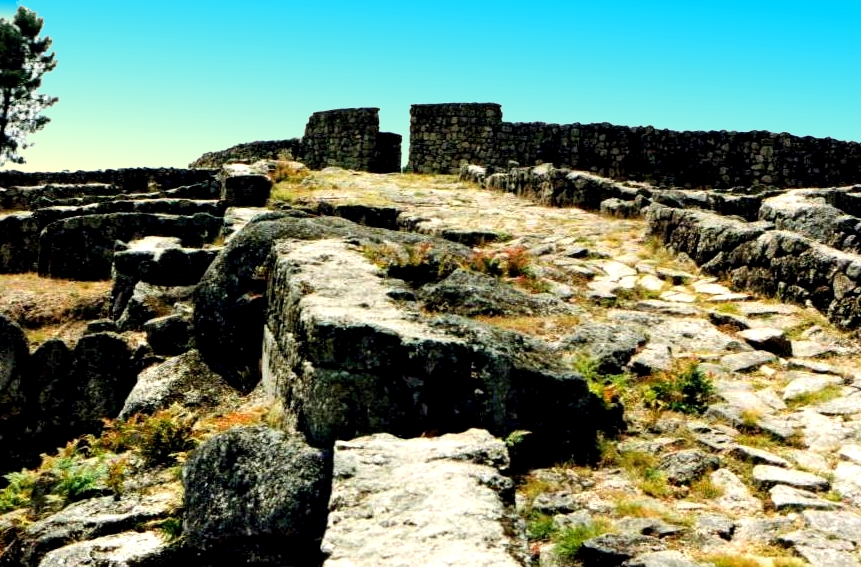
Straße zur Akropolis, Anblick von 1982

Das im 1. Jahrhundert v. Chr. gegründete Castro liegt im Süden des Siedlungsgebietes der keltiberischen Callaici (auch Callaeci, griechisch Καλλαικοί), deren Siedlungsgebiet sich vom Douro im Süden über den Norden Portugals, Galicien und den Westen Asturiens und das westliche León erstreckte. Das Siedlungsgebiet der Callaici, die vermutlich eine (proto-)keltische Sprache gesprochen haben, deckt sich weitgehend mit der Verbreitung der Castrokultur; historisch fassbar werden sie und die Region Callaecia allerdings erst um die Zeitwende durch die Erwähnung im Werk des Schriftstellers Strabon. und Appian Obwohl der Nordwesten der iberischen Halbinsel infolge des Zweiten punischen Krieges nominell zur römischen Provinz Hispania citerior (eingerichtet 197 v. Chr.) zählte und trotz der schweren Niederlage der Callaici im Jahr 136 v. Chr. gelang es Rom erst nach dem kantabrischen Krieg (29 v. Chr. bis 19 v. Chr.) unter Augustus, seinen Machtanspruch durchzusetzen und mit der Gründung der Städte Bracara Augusta (Braga) und Lucus Augusti (Lugo) die Romanisierung der ansässigen Bevölkerung voranzutreiben.
Aus vorrömischer Zeit liegen bisher nur wenige Funde und Befunde vor. Deutlicher fassbar ist eine städtebauliche Umgestaltung der Siedlung in flavisch-antoninischer Zeit mit der Errichtung der ovalen Akropolis und ersten Tempeln. Im 2. Jahrhundert dünnt die Besiedlung aus und nimmt erst in den letzten Jahrzehnten des 3. Jahrhunderts wieder zu. Die im Norden der Siedlung aufgedeckten Nekropolen zeigen, trotz wechselnder Besiedlungsdichte der Stadt, eine kontinuierliche Besiedlung vom 1. bis 4. Jahrhundert. Der römische Name der Siedlung ist nicht überliefert.
Mit einer Ausdehnung von etwa 20 ha ist das Castro do Mozinho vergleichbar den bekannten Siedlungen Briteiros und Sanfins und wird, wie andere große Siedlung dieser Zeitstellung, von einer Reihe kleinerer, gleichzeitiger Siedlungen umgeben. Ob der Siedlung allerdings eine zentralörtliche Funktion zukam, ist letztlich aus dem rein archäologischen Befund nicht sicher abzuleiten.

### Forschung
Erste archäologische Ausgrabungen wurden 1930 unter der Leitung von Abílio Miranda durchgeführt und in den Jahren 1943 von Elísio Ferreira de Sousa und 1947 durch Fernando Russel Cortez fortgesetzt. 1948 wurde die Siedlungsfläche als IIP – Imóvel de Interesse Público eingetragen und geschützt. Zwischen 1974 und 1979 wurden weitere Kampagnen durch Carlos A. Ferreira de Almeida durchgeführt.
Weitere Ausgrabungen begannen 1982 durch Teresa Soeiro. Bis 2006 wurden regelmäßig weitere Untersuchungen durchgeführt. Seit 2008 ist dem Castro ein Centro Interpretativo angeschlossen.

### Befunde
Die Siedlung dehnt sich auf einer Fläche von etwa 20 ha aus.

#### Mauern
Sie wird durch drei Mauerringe geschützt, deren Dicke im Bereich der Tore bis zu 3,50 m betragen kann. Bisher einmalig im Bereich der Castrokultur ist der innerste, ovale Mauerring auf der Höhe der Kuppe, der ein Areal von ca. 550 a (35 × 20 m) schützte, das von jeglicher Bebauung frei blieb und vermutlich sozialen oder religiösen Funktionen diente. Die Errichtung dieser innersten Mauer wird mit der Umgestaltung der Siedlung in flavischer Zeit in Verbindung gebracht. Die Mauern wurden in Trockenbauweise errichtet, deren einzelne Abschnitte mit Steinen verfüllt und auf den Außenseiten mit Granitplatten abgeschlossen wurden.

#### Straßen
Straßen mit Granitpflaster erschließen und untergliedern die einzelnen Teile der Siedlung. Eine breite, ebenfalls gepflasterte Straße führt vom Eingang der Akropolis zum Nordosttor und dürfte die Hauptverkehrsachse der Siedlung gewesen sein.

#### Gebäude
Steingebäude mit rundem und rechteckigem Grundriss prägen, wie in den Siedlungen vergleichbarer Zeitstellung, das Bild der Siedlung. Durch Mauern und Straßenzüge werden jeweils mehrere dieser Gebäude zu Bereichen (Quarteirão/Bairro) zusammengefasst und voneinander abgegrenzt. Die Ausgrabungen erlauben für diesen Fundplatz eine chronologische Trennung der Bauten in zwei Perioden. In vorflavischer Zeit scheinen Rundbauten mit zangenförmigem Vorbau vorherrschend gewesen sein, später dann Rechteckbauten, ergänzt um wenige Rundbauten ohne den charakteristischen Vorbau.
Auf der Höhe der Siedlung, östlich der Kreuzung des Tors zur Akropolis und der zentralen Straße, konnte Almeida die Existenz eines römischen Tempels wahrscheinlich machen, der vermutlich Jupiter geweiht war. Neben dem zahlreichen römischen Fundgut zeigt sich hier erstmals in den Baubefunden der Siedlung die zunehmende Romanisierung der dort lebenden einheimischen Bevölkerung.
Außerhalb des zweiten Mauerrings, nördlich der Straße, wurden Reste eines römischen Monuments aufgedeckt, das den Haupteingang zur Siedlung flankierte.
Nördlich der Siedlungsfläche wurden extra muros mehrere Brandgräberfelder des 1.–3. Jahrhunderts und Körpergräber des 4. Jahrhunderts aufgedeckt.

### Funde
Neben zahlreichen Funden einheimischer und römischer Keramik, Glas, Ziegeln und Mühlsteinen lieferte die Fundstelle eine komplette Münzreihe von Gaius Iulius Caesar bis Konstantin, Aucissafibeln, Bruchstücke von Altären (unter anderem dem Jupiter geweiht) sowie Reste von Kriegerstatuen.
Die Funde sind auf die Museen Museu Municipal de Penafiel, das Museum für Ethnographie und Geschichte von Porto und das Museu de Antropología de Universidade do Porto verteilt.